# Каю
Каю́ (фр. Caillou) — франко-канадський мультиплікаційний серіал для дітей, знятий за книжками Кристини Льорьо (фр. Christine L'Heureux) ілюстрованими Елен Депюто (фр. Hélène Desputeaux). Серіал (як і книжки) було створено французькою мовою, але пізніше перекладено й англійською. Історії про Каю мали величезну популярність як у Канаді, так і у Франції.

## Зміст
Каю — хлопчик 4 років, який відкриває для себе навколишній світ.

## Персонажі
Каю 

Хлопчик 4 років.
Роузі 

Молодша сестричка Каю. Їй 2 роки.
Doris та Boris

Мама і Тато Каю
Дідусь і Бабуся Каю
Лео  Клементина і Сара 

Друзі Каю.
Гілберт 

Кіт Каю.